# Paw
Paw est un groupe de rock américain de Lawrence, au Kansas qui s'est formé en 1990. Le groupe, dans son line-up original, est composé de Mark Hennessy (textes et chant), Grant Fitch (guitares), Charles Bryan (basse) et Peter Fitch (batterie). À ce jour, ils ont sorti 3 albums studio - Dragline, Death to Traitors, et Home Is a Strange Place. Le groupe a également publié un album de reprises et de faces B intitulé Keep the Last Bullet for Yourself. Le groupe s'est séparé en 2000, mais Mark, Jason et Grant se sont réformés en 2008 pour un certain nombre de concerts aux États-Unis.

## Biographie
Paw s'est formé en 1990 à Lawrence, Kansas, aux États-Unis. Leur musique de cette époque peut être qualifié de rock agressif avec des nuances mélodiques, ou rock sudiste comme Mark Hennessy a expliqué dans une interview MTV. Ils ont été salués par les maisons de disques comme étant "les nouveaux Nirvana" et une guerre d'enchères a éclaté pour les signer. Le groupe a signé un contrat de trois albums avec A&M Records en pleine vague grunge.
Ils sortent leur premier album, Dragline, en 1993. Les titres les plus connus de cette période, leurs singles Lolita, Jessie, The Bridge, Sleeping Bag et Couldn't Know, ont été largement diffusés sur les ondes radio américaines et sur Ball Headbanger's, l'émission hard rock de MTV. Le groupe a également enregistré une session pour la BBC Radio en 1994. Les chansons Jessie, Pansy, et The Bridge figurent également sur le jeu vidéo Road Rash sorti sur 3DO, PC, Saturn et PlayStation.
En 1995, le groupe sort son deuxième album, Death to Traitors, sur A&M Records. Pendant cette période, le groupe a évolué en ajoutant des éléments plus instrumentaux et country pour alléger leur côté rock dur. Bien que l'album reçut des critiques favorables de la part de la presse, les ventes ont rapidement tourné court en raison d'un manque de soutien promotionnel de leur label. Paw a été abandonné par A&M en 1996, avant que leur contrat n'ait été rempli.
En 1998, Grant et Peter Fitch forment le groupe Palomar. Paw joue toujours ensemble durant cette période, et publie une compilation de B-sides et de raretés intitulé Keep The Last Bullet for Yourself sur leur propre label, Outlaw Records.
En 2000, les membres fondateurs Mark Hennessy et Grant Fitch signent chez le label Koch Records et publient un mini-album, Home Is a Strange Place, la même année.
En 2008, Mark Hennessy et Grant Fitch jouent ensemble le 6 juin 2008 au Wakarusa Festival à Clinton State Park, dans le Kansas. Le groupe joue son premier concert en tête d'affiche à Lawrence, au Kansas le samedi 4 octobre 2008 à The Bottleneck.

## Membres
- Mark Hennessy : chant
- Grant Fitch : guitare
- Jason Magierowski : basse

## Anciens membres
- Peter Fitch : batterie, percussions
- Dan Hines : basse
- Charles Bryan : basse

## Discographie

### Albums
- Dragline (1993)
- Death to Traitors (1995)
- Home Is a Strange Place (2000)

### Compilation
- Keep the Last Bullet for Yourself (1998)

### Singles
- Lolita (Vinyle Single) 1992
- Sleeping Bag (Vinyle Single) 1992
- Sleeping Bag (CD Single) 1993
- Jessie (CD Single) 1993
- Couldn't Know (CD Single) 1993
- Surrender (CD Promo) 1994
- Hope I Die Tonight (CD Single, UK & US versions) 1995
- Traitors and Covers (Promo 5 titres EP) 1995
- Seasoned Glove (Tour Promo CD) 1995
- Max the Silent (CD Promo) 1995

## Liens
- Paw's official website
- Paw (fansite)
- Band Profile at Lawrence.com
- Lazyeye interview
- 2001 article about Mark Hennessey